# Телефот Грабовського

Передавальна трубка Телефота Грабовського

Телефот Грабовського — перший в історії людства прилад передачі зображень на відстань за допомогою електроніки. Сконструйований українським винахідником Борисом Грабовським. Випробуваний 26 липня 1928 року на вулицях Ташкента. Перший у світі телевізійний пристрій. Світову першість цієї телепередачі підтвердила ЮНЕСКО.